# Новомаячное
Новомаячное — село в Володарском районе Астраханской области России, входит в состав Новокрасинского сельсовета.

## География
Село расположено в 2 километрах на юго-восток от центра сельсовета — села Новокрасное — на реке Верхней Худяковке в дельте Волги. Расстояние до центра Астрахани по прямой составляет около 64 километров, до районного центра посёлка Володарский — 25 километров.
Часовой пояс
Новомаячное, как и вся Астраханская область, находится в часовой зоне МСК+1. Смещение применяемого времени относительно UTC составляет +4:00.

## Население
| 2002 | 2010 |
| ---- | ---- |
| 177  | ↘160 |

Национальный и гендерный состав
По данным Всероссийской переписи, в 2010 году численность населения составляла 160 человек (79 мужчин и 81 женщинf, 49,4 и 50,6 %% соответственно).
Согласно результатам переписи 2002 года, в национальной структуре населения из 174 жителей 51 % населения села составляют казахи, оставшиеся 49 % русские.
| Национальность | Численность (2010) | Процент |
| -------------- | ------------------ | ------- |
| Казахи         | 85                 | 52,8%   |
| Русские        | 67                 | 41,6%   |
| Татары         | 5                  | 3,1%    |
| Не указана     | 4                  | 2,5%    |
| Всего          | 161                | 100%    |

## Инфраструктура
В селе работает продуктовый магазин. Ближайшие школа, почтовое отделение и другие объекты инфраструктуры находятся в селе Новокрасное.